# Michael Sembello
Michael Andrew Sembello (17 de abril de 1954) es un cantante y músico estadounidense, nominado al premio Óscar.

## Carrera
Comenzó su carrera profesional convirtiéndose en un guitarrista de estudio. La lista de personalidades con las que ha trabajado incluye a Stevie Wonder, The Temptations, Michael Jackson, Miguel Mateos, Diana Ross, Chaka Khan, George Benson, Barbra Streisand, Stanley Clarke, David Sanborn, Donna Summer y la cantante argentina Valeria Lynch.
Lanzó su primer álbum en solitario en 1983. La canción «Maniac» fue incluida en la película Flashdance y alcanzó el puesto número 1 en los charts de EE. UU. durante 2 semanas. Su aportación a la banda sonora le fue recompensada con un Premio Grammy en 1983.
Además, Sembello intervino en la banda sonora de películas como Cocoon, Gremlins, Summer Lovers, The Monster Squad, Independence Day y Gladiator.

## Discografía

### Álbumes
- 1983: Bossa Nova Hotel – N.º 80 en EE. UU.
- 1986: Without Walls
- 1992: Caravan of Dreams
- 1997: Backwards in Time
- 1998: The Bridge
- 2002: Ancient Future
- 2003: The Lost Years

### Sencillos
- 1983: «Maniac» – N.º 1 en EE. UU. - N.º 43 en Reino Unido
- 1983: «Automatic Man» – N.º 34 en EE. UU.
- 1985: «Gravity»
- 1985: «Talk»
- 1986: «Tear Down The Walls»
- 1986: «Wonder Where You Are»
- 1992: «Heavy Weather»

## Premios y distinciones
Premios Óscar
| Año  | Categoría              | Canción  | Película   | Resultado |
| ---- | ---------------------- | -------- | ---------- | --------- |
| 1984 | Mejor canción original | «Maniac» | Flashdance | Nominado  |